# Rosa banksiae
Espèce
Classification phylogénétique
Le Rosier de Lady Banks (Rosa banksiae) est une espèce de plantes à fleurs de la famille des Rosaceae. C'est un rosier originaire du centre et de l'Ouest de la Chine, dans les provinces de Gansu, Guizhou, Henan, Hubei, de Jiangsu, Sichuan et Yunnan. On l'y trouve dans les régions montagneuses à des altitudes comprises entre 500 et 2 200 mètres.
C'est l'unique espèce constituant la section des Banksianae du sous-genre Eurosa.
Ce rosier a été dédié à Lady Banks, épouse de l'éminent botaniste, Sir Joseph Banks (dont la péninsule de Banks en Nouvelle-Zélande porte le nom).
Il en existe deux variétés :
- Rosa banksiae var. normalis Regel, Trudy Imp. S.-Peterburgsk. Bot. Sada 5: 376. 1878. Atteint 6 à 15 mètres avec ses longues tiges inermes, à petites fleurs blanches, à 5 pétales, simples, odorantes ou non.

- Rosa banksiae var. banksiae, à fleurs blanches semi-doubles ou doubles, aux très nombreux pétales remplaçant la plupart des étamines, voire toutes. C'est un rosier cultivé trouvé dans les jardins chinois.

## Description
C'est un arbrisseau grimpant, aux longues tiges sarmenteuses qui croissent vigoureusement s'élevant sur les autres arbrisseaux et arbustes jusqu'à six mètres de haut.
À la différence de la plupart des rosiers, il est pratiquement inerme, bien qu'il puisse porter quelques aiguillons de 5 mm de long, particulièrement sur les tiges les plus fortes.
Les feuilles sont persistantes. Elles ont de 4 à 6 cm de long, et comptent de trois à cinq, rarement sept, folioles au bord finement denté.
Les fleurs sont petites, 1,5 à 2,5 cm de diamètre, blanches ou jaune clair, et, sauf R. banksiae lutea, sont parfumées.

## Rosa banksiae, mutations et hybrides

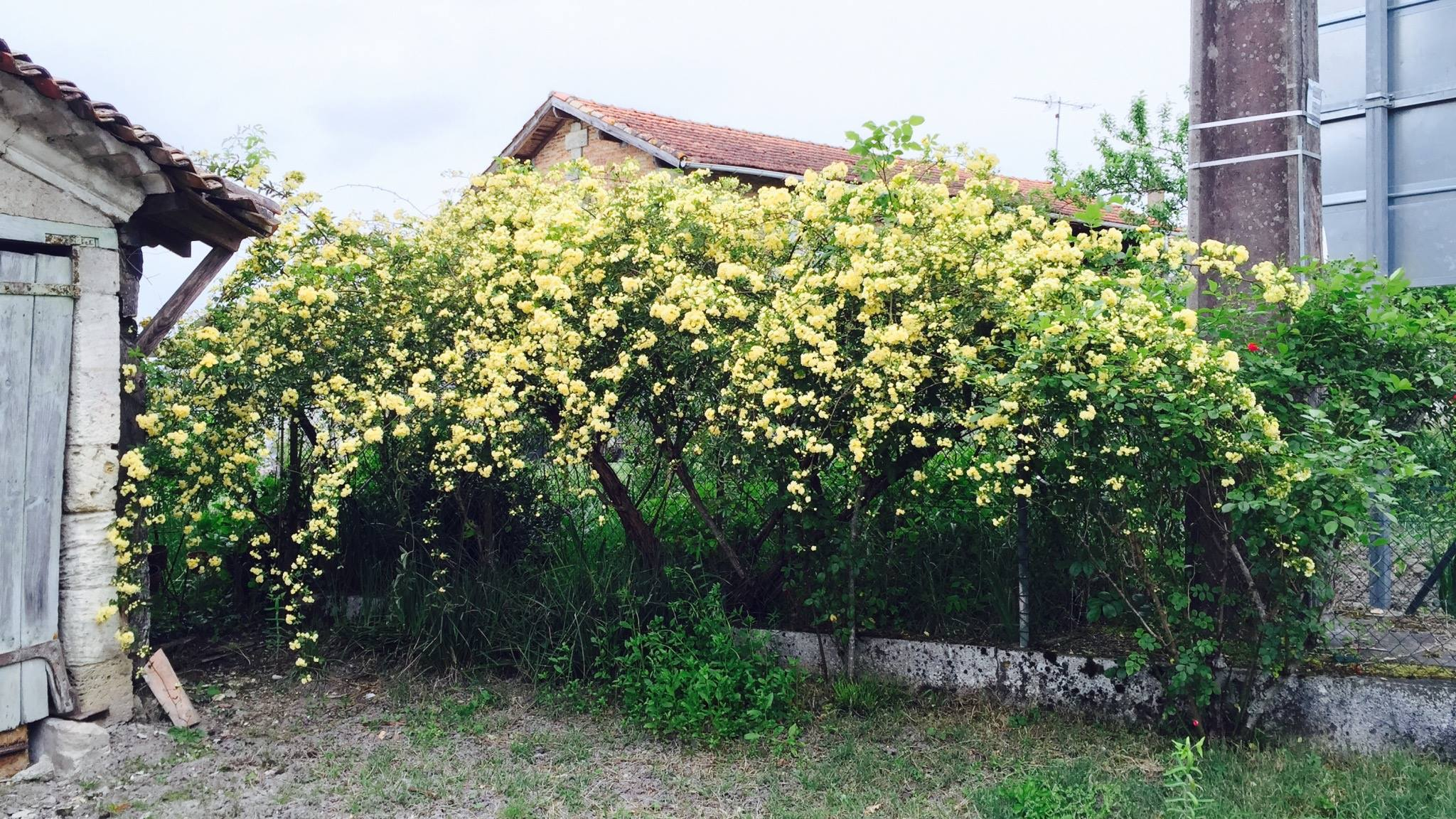
Rosa banksiae lutea à Lagorce en Gironde.

Rosa banksiae a probablement été cultivé dans les jardins chinois pendant des centaines d'années. L'espèce a été introduite en Europe par William Kerr, à qui elle lui avait été envoyée à l'occasion d'une expédition botanique organisée par Joseph Banks.
Ce dernier avait acquis en 1807 le premier rosier de Lady Banks, Rosa banksiae var. banksiae, à la célèbre pépinière Fa Tee près de Canton. Nombre d'autres formes cultivées en Chine ont été découvertes par la suite :
- Rosa banksiae var. alboplena Rehder (1902), ou rose de Lady Banks, à fleurs doubles blanches.
- Rosa banksiae var. normalis f. lutescens Voss (Blumengart. 1: 49. 1896) ou Rosa banksiae 'Lutescens', aux fleurs simples jaune clair.
- Rosa banksiae var. banksiae f. lutea (Lindley) Rehder (Bibliogr. 316. 1949; R. banksiae var. lutea Lindley, Bot. Reg. 13: 1105. 1827). Probablement le plus populaire (apporté en Europe en 1824 par J. D. Parks), aux fleurs doubles ou semi-doubles, jaunes, sans odeur.
- hybrides :
  - Rosa fortunia (Rosa banksiae × Rosa laevigata) aux grandes fleurs doubles crème, non remontant.
  - Rosa cymona grimpant non remontant à nombreuses petites fleurs blanches en corymbes[1]
  - Rosa banksiae 'Rosea Plena' hybride récent aux fleurs roses doubles.

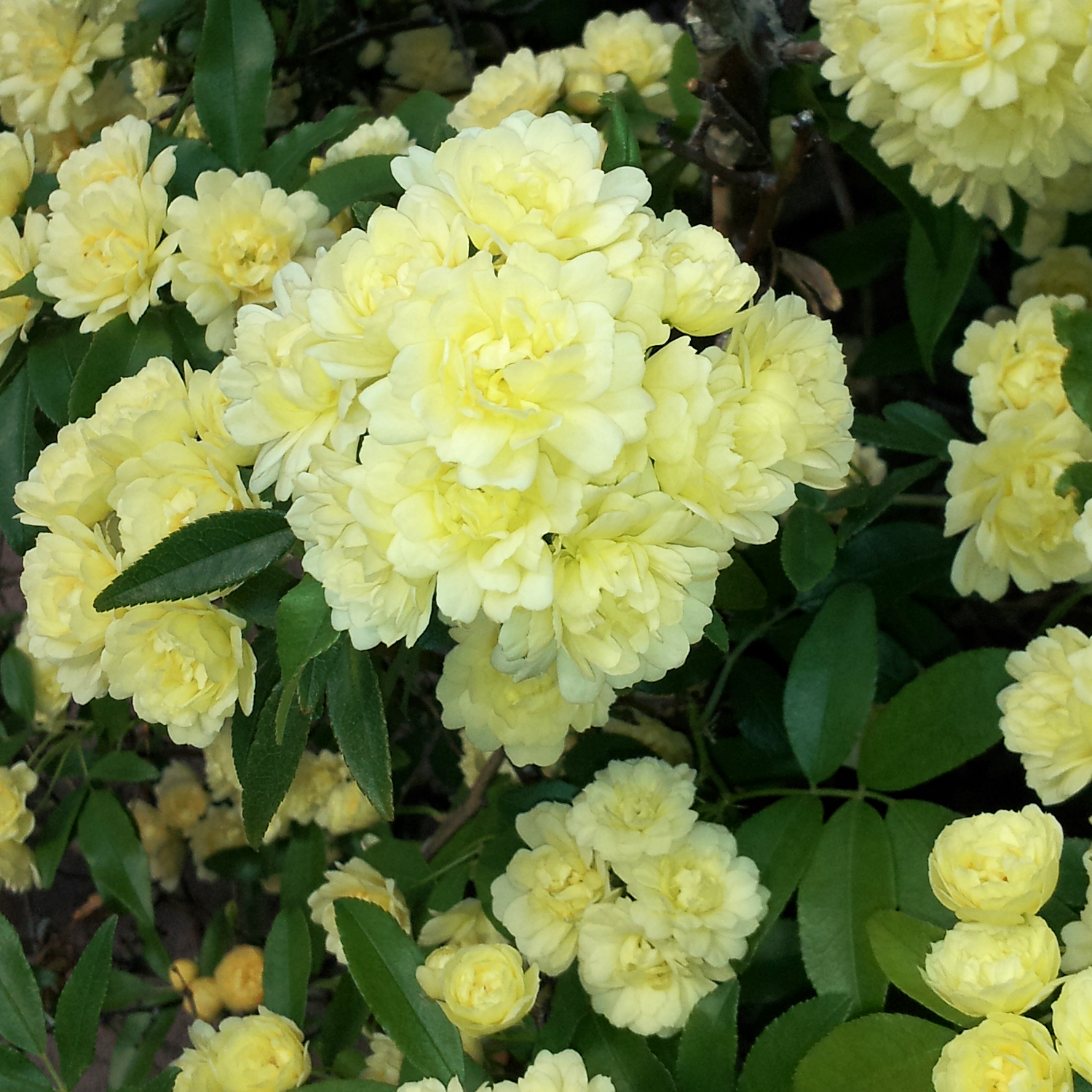
Rose 'Lady Banks' en pleine floraison.
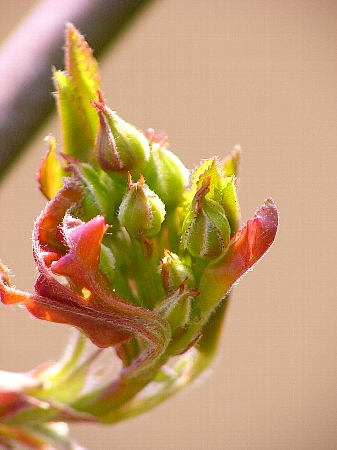
Bouton
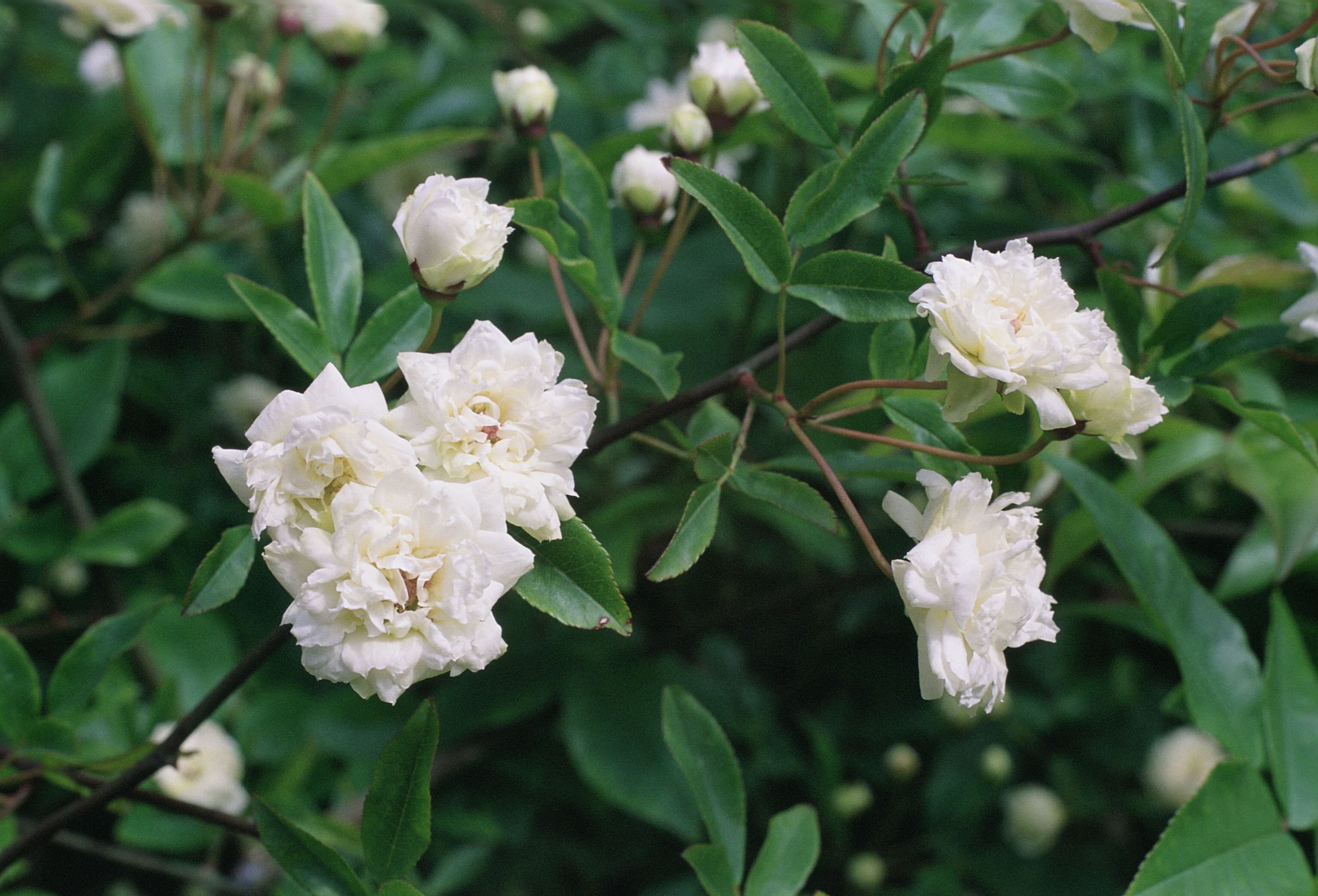
Rosa banksiae var. Banksiae
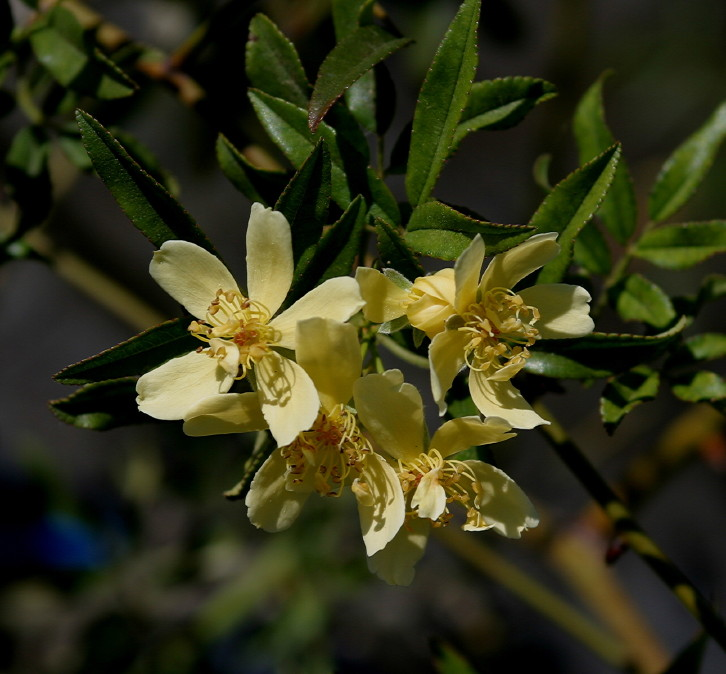
Rosa banksiae var. Normalis
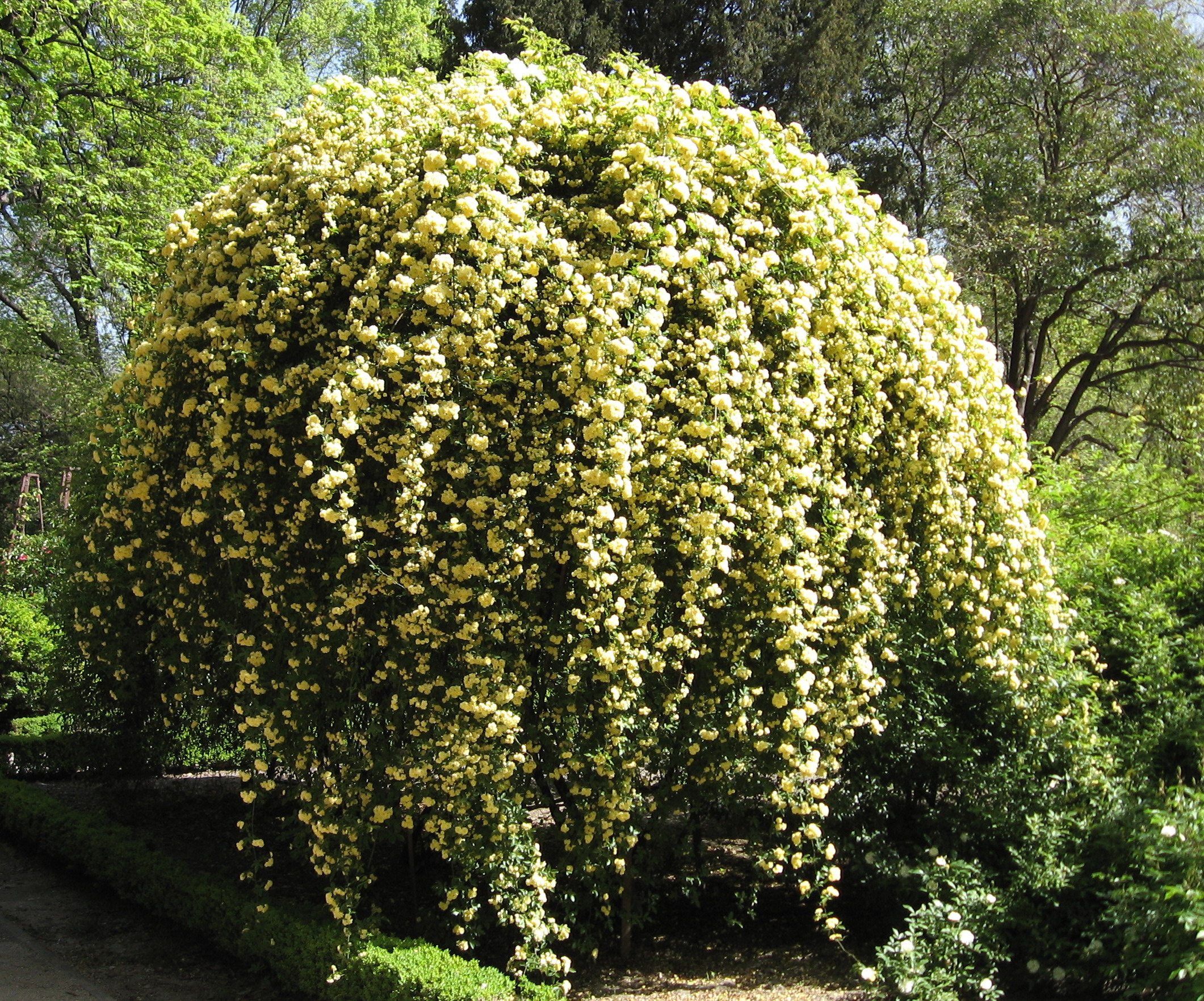
Rosa banksiae var. 'lutea' à la roseraie du jardin botanique royal de Madrid